# Allodamaeus coralgablensis
Allodamaeus coralgablensis är en kvalsterart som beskrevs av Adilson D. Paschoal 1987. Allodamaeus coralgablensis ingår i släktet Allodamaeus och familjen Plateremaeidae. Inga underarter finns listade i Catalogue of Life.